# Фосфиды
Фосфи́ды — бинарные соединения фосфора с другими менее электроотрицательными химическими элементами, в которых фосфор проявляет отрицательную степень окисления.

## Получение
Большинство фосфидов представляют собой соединения фосфора с типичными металлами, которые получаются прямым взаимодействием простых веществ:
Фосфид бора можно получить как прямым взаимодействием веществ при температуре около 1000 °C, так и реакцией трихлорида бора с фосфидом алюминия:

## Химические свойства
Фосфиды металлов — неустойчивые соединения, которые разлагаются водой и разбавленными кислотами.
При этом образуется очень ядовитый газ фосфин и, в случае гидролиза, — гидроксид металла, в случае взаимодействия с кислотами — соли.
При умеренном нагревании большинство фосфидов разлагаются. Плавятся под избыточным давлением паров фосфора.
Фосфид бора BP, наоборот, тугоплавкое (tпл. 2000 °C, с разложением), весьма инертное вещество. Разлагается только концентрированными кислотами-окислителями, реагирует при нагревании с кислородом, серой, щелочами при спекании. Ввиду того что большинство фосфидов реагируют с водой и с влагой воздуха с образованием фосфина, не допускается хранение этих веществ вне герметичной тары, а также попадание в тару воды. При работе с фосфидами требуются средства индивидуальной защиты.